# سهره‌های سیرا
سهره‌های سیرا (نام علمی: Phrygilus) نام یک سرده از تیره زردپره‌ایان است.